# Édouard Louis

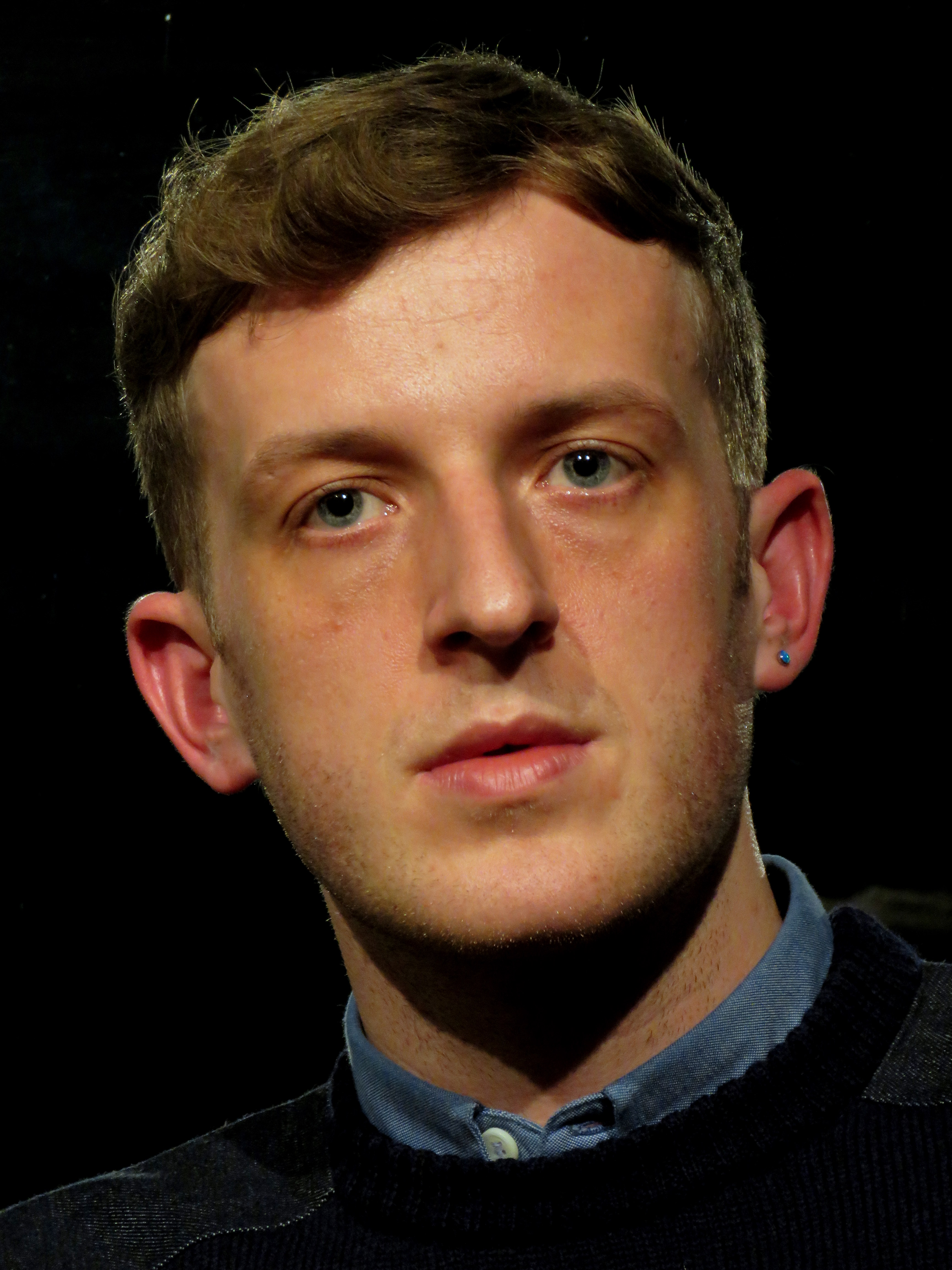
Édouard Louis, 2019

Édouard Louis, geboren als Eddy Bellegueule (* 30. Oktober 1992 in Hallencourt), ist ein französischer Schriftsteller.

## Leben und Wirken
Louis, 1992 als Eddy Bellegueule geboren, entstammt einfachen, schwierigen Verhältnissen und wuchs in der kleinen Ortschaft Hallencourt in der Picardie auf. Schon als Kind erfuhr er aufgrund von Homophobie immer wieder Diskriminierung, Mobbing und Gewalt, was ihn schließlich dazu brachte, nach Amiens, später nach Paris zu ziehen und seinen Namen zu ändern. Dort studiert er als Schüler von Didier Eribon an den beiden Elite-Hochschulen École normale supérieure (ENS) und der École des hautes études en sciences sociales (EHESS) Soziologie und beschäftigte sich eingehend mit dem Werk des Soziologen Pierre Bourdieu, über den er ein Buch schrieb. Édouard Louis widmete seinen ersten Roman Didier Eribon.
In seinem autofiktionalem Debütroman Das Ende von Eddy (original: En finir avec Eddy Bellegueule) erzählt Louis vom Aufwachsen eines schwulen Jungen in der französischen Provinz und von seinen scheiternden Versuchen, sich anzupassen. Das Buch wurde in Frankreich zum Bestseller und verkaufte sich bisher rund 200.000 Mal. 2017 wurde der Roman von der Regisseurin Anne Fontaine unter dem Titel Marvin für die Leinwand adaptiert.

Zusammen mit dem befreundeten französischen Philosophen und Soziologen Geoffroy de Lagasnerie verfasste Louis 2015 ein Manifest für eine intellektuelle und politische Gegenoffensive, das in der Zeitung Le Monde und später im Los Angeles Review of Books und im Sammelband Wie wir leben wollen erschien. Sie wandten sich darin unter anderem gegen die europäische Austeritätspolitik, die Sozialistische Partei Frankreichs (PS) und die Aufmerksamkeit, die extrem rechten Meinungen im öffentlichen Diskurs zugestanden wird. Als Antwort darauf formulierten sie Prinzipien für ein neues Engagement linker Intellektueller. Im 2016 erschienenen Roman Im Herzen der Gewalt schildert Louis eine Vergewaltigung durch einen Algerier, den er in einer Nacht kennenlernte, den anschließenden Mordversuch durch den Vergewaltiger und das eigene Bewusstsein, dadurch selbst kurzzeitig zum xenophoben Menschen zu werden. Es geht ihm jedoch bei diesem wie bei dem vorigen Buch um mehr: 
„Ich wollte aus der Gewalt einen literarischen Ort machen, so wie Marguerite Duras das mit der Leidenschaft gemacht hat oder Claude Simon mit dem Krieg. Es geht um die Gewalt, die meist unsichtbar ist. Genau darin besteht die Kraft der Literatur: Mit Worten das Unsichtbare zu zeigen.“
Der Roman Im Herzen der Gewalt wurde ab Juni 2018 als Bühnenfassung für die Schaubühne am Lehniner Platz in Berlin unter der Leitung von Thomas Ostermeier aufgeführt.
Im Mai 2017 veröffentlichte die New York Times anlässlich der Präsidentschaftswahl in Frankreich einen Kommentar von Édouard Louis unter dem Titel Why My Father Votes for Le Pen (deutsch: Warum mein Vater Le Pen wählt), in dem er schildert, warum sein der Arbeiterschicht entstammender Vater sich von den linken Parteien nicht mehr repräsentiert fühlt und daher die rechte Partei Front National (heute: Rassemblement National) unterstützt. Diese Thematik greift Louis auch in seinem dritten, 2018 erschienenen Roman Wer hat meinen Vater umgebracht wieder auf. Darin schildert er den körperlichen Verfall seines Vaters, der nach einem Arbeitsunfall trotz Rückenschmerzen eine Stelle als Müllaufsammler annimmt, um seinen Anspruch auf Sozialleistungen nicht zu verlieren. Der Roman wurde in Frankreich als Kritik der Sozial- und Sparpolitik unter Jacques Chirac, Nicolas Sarkozy und Emmanuel Macron, aber auch der sozialistischen Regierung unter François Hollande aufgefasst, welche Louis auch direkt angreift. Auf das Motiv des durch schwere Arbeit gezeichneten Körpers bezog sich Louis auch in seiner Stellungnahme zur Gelbwestenbewegung, die im Dezember 2018 zuerst auf der französischen Website Les Inrockuptibles erschien und schließlich auch in deutscher Fassung auf Zeit Online veröffentlicht wurde. Louis erkennt darin an, dass sich Teilnehmer der Gelbwestenproteste rassistisch und homophob geäußert haben, spricht sich aber dennoch für die Fortsetzung der Bewegung aus, weil „sie endlich die Gesichter und Stimmen sichtbar und vernehmbar macht, die normalerweise in die Unsichtbarkeit gebannt werden“ und so das Leiden des Prekariats unter dem Klassensystem offenbart.
In zwei folgenden Büchern widmete er sich anschließend dem prekären Leben seiner Mutter. Im Buch Die Freiheit einer Frau beschreibt Louis die häusliche Gewalt, die seine Mutter in der Beziehung mit seinem Vater erfahren hat. Doch auch ihren Befreiungsprozess nach der von ihr ausgehenden Trennung, der sie aus der französischen Provinz nach Paris führt, schildert er. Doch schon im zweiten Buch, das das Leben seiner Mutter thematisiert, Monique bricht aus muss Louis berichten, wie seine Mutter auch in ihrer neuen Beziehungen Opfer von Gewalt wird und mit seiner Hilfe die Flucht antritt, schließlich sogar mit ihrem Sohn die erste Auslandsreise mit dem Flugzeug unternimmt.
Seit 2016 lehrt Édouard Louis am Dartmouth College in den USA; im Sommersemester 2018 hatte er zudem die Samuel-Fischer-Gastprofessur für Literatur am Peter-Szondi-Institut der Freien Universität Berlin inne.
Louis ist freundschaftlich eng mit Eribon und Geoffroy de Lagasnerie verbunden, worüber letzterer auch ein Buch veröffentlichte.

## Zitat
„Das Arbeitermilieu, Armut, Bildungsungleichheit, der Hochmut der Intellektuellen gegenüber der Landbevölkerung und die Skepsis der Abgehängten jedem Kosmopolitismus gegenüber, das sind Louis’ Themen seit seinem autofiktionalen Debüt, „Das Ende von Eddy“ (2015).“

## Werke
- Pierre Bourdieu – L'insoumission en héritage. Presses Universitaires de France PUF, Paris 2013, ISBN 978-2-13-061935-2.
- En finir avec Eddy Bellegueule. Éditions du Seuil, Paris 2014, ISBN 978-2-02-111770-7.
  - Deutsche Ausgabe: Das Ende von Eddy. Übersetzt von Hinrich Schmidt-Henkel. S. Fischer Verlag, Frankfurt am Main 2015, ISBN 978-3-10-002277-6.[22][23]
  - Auszug: Blau, weiß, rot. Frankreich erzählt. Herausgegeben von Olga Mannheimer. dtv, München 2017, ISBN 978-3-423-26152-4, S. 52–69.
- Gemeinsam mit Geoffroy de Lagasnerie: Manifest für eine intellektuelle und politische Gegenoffensive. (Auf Deutsch im Band Wie wir leben wollen. Hrsg.: Matthias Jügler. Suhrkamp Verlag 2016)[24].
- Histoire de la violence. Éditions du Seuil, Paris 2016, ISBN 978-2-02-117778-7.
  - Deutsche Ausgabe: Im Herzen der Gewalt. Übersetzt von Hinrich Schmidt-Henkel. S. Fischer Verlag, Frankfurt am Main 2017, ISBN 978-3-10-397242-9.[25]
- Qui a tué mon père. Éditions du Seuil, Paris 2018, ISBN 978-2-02-139943-1.
  - Deutsche Ausgabe: Wer hat meinen Vater umgebracht. Übersetzt von Hinrich Schmidt-Henkel. S. Fischer Verlag, Frankfurt am Main 2019, ISBN 978-3-10-397428-7.
- Combats et métamorphoses d'une femme. Éditions du Seuil, Paris 2021.
  - Deutsche Ausgabe: Die Freiheit einer Frau. Übersetzt von Hinrich Schmidt-Henkel. S. Fischer Verlag, Frankfurt am Main 2021, ISBN 978-3-10-000064-4.[26]
- Changer: méthode. Éditions du Seuil, Paris 2021.
  - Deutsche Ausgabe: Anleitung ein anderer zu werden. Übersetzt von Sonja Finck. Aufbau Verlag, Berlin 2022, ISBN 978-3-351-03956-1.[27]
- mit Christian Baron: Um sein Leben schreiben. Texte zu Herkunft und Zukunft, Tübinger Poetik Dozentur 2023, Künzelsau: Swiridoff 2024, ISBN 978-3-899-29461-3.
- Monique s'évade, Éditions du Seuil, Paris 2024.
  - Deutsche Ausgabe: Monique bricht aus. Übersetzt von Sonja Finck. S. Fischer Verlag, Frankfurt am Main 2025, ISBN 978-3-10-397558-1.
- L'effondrement, Éditions du Seuil, Paris 2024.

## Auszeichnungen
- 2014: Pierre Guénin-Preis gegen Homophobie[28]
- 2018: Samuel-Fischer-Gastprofessur für Literatur an der Freien Universität Berlin
- 2024: Prix Les Inrockuptibles für L'effondrement